# Pro Evolution Soccer 3
Pro Evolution Soccer 3 (skraćeno: PES 3, u Japanu: Winning Eleven 7) naslov je iz serijala videoigara Pro Evolution Soccer, japanskog proizvođača Konamija.
PES 3 je treća igra u serijalu, koja je bila puno unapređenija od prijašnjih "PES-ova". Prodavala se za PC i PlayStation 2. Izašla je na svim tržištima krajem 2003. godine.

## Igra
PES 3 je imao više opcija nego njegovi prethodnici, a sadržavao je:
- Match (prijateljska utakmica)
- Master League ("Master" liga)
- League (liga)
- Cup (kup)
- Edit (uređivanje)
- Options (postavke)
- Training (trening)
- Exit (izlaz)